# 大鰐線
大鰐線（日语：／ Ōwani sen */?）是一條連結日本青森縣南津輕郡大鰐町的大鰐站至同縣弘前市的中央弘前站，屬於弘南鐵道的鐵路線，设有“林檎畑铁道”(りんご畑鉄道)的爱称。

## 歷史
大鰐線是弘前市近郊的鐵路路線，最初是由弘前电气铁道建设运营，在通車之初也有三菱電機地方电气铁路實驗路線的色彩。大鰐線通車於1952年，在1970年轉讓給弘南鐵道並停止貨運業務。1981年開始開行快速列車，快速列車的设定直到2006年为止。
由于少子化、人口外移、设施老旧等因素，大鰐線长期亏损运营。2013年6月弘南鐵道股东会提出2017年3月废线的方針，不过1个月後同年7月22日弘南鐵道撤回废线计划，并在同年8月26日与沿線自治体、商业团体召开「存续战略協議会」。2020年受到2019冠状病毒疫情影响，弘南鐵道连过去有盈余的弘南線也出现亏损，2021年弘南鐵道与沿线地方政府达成支援计划，以维持弘南鐵道路线的持续运营。
2019年由于枕木老化大鰐線发生脱轨事故。2023年8月6日又因为轨条磨损发生脱轨事故，导致大鰐線运休，直到8月23日恢复运营，但事故路段限速25公里/小时。但是9月25日弘南線也发现轨条异常，大鰐線连带再次停止运营，直到12月8日全线恢复运营。
2024年11月27日，弘南鐵道在與弘前都市圏舉行的會議上宣佈，由於改善收支無望，因此計畫於2027年的年度末期（2028年3月底）停止大鰐線的營運。

## 路線資料
- 路線距離（營業距離）：13.9公里
- 軌距：1067毫米
- 站數：14個（包括起終點站）
- 複線路段：沒有（全線單線）
- 電氣化路段：全線電氣化（直流電1500 V）
- 閉塞方式：自動閉塞式
- 可交會車站：6（大鰐、鯖石、石川、津輕大澤、千年、弘前學院大前）

## 運行形態

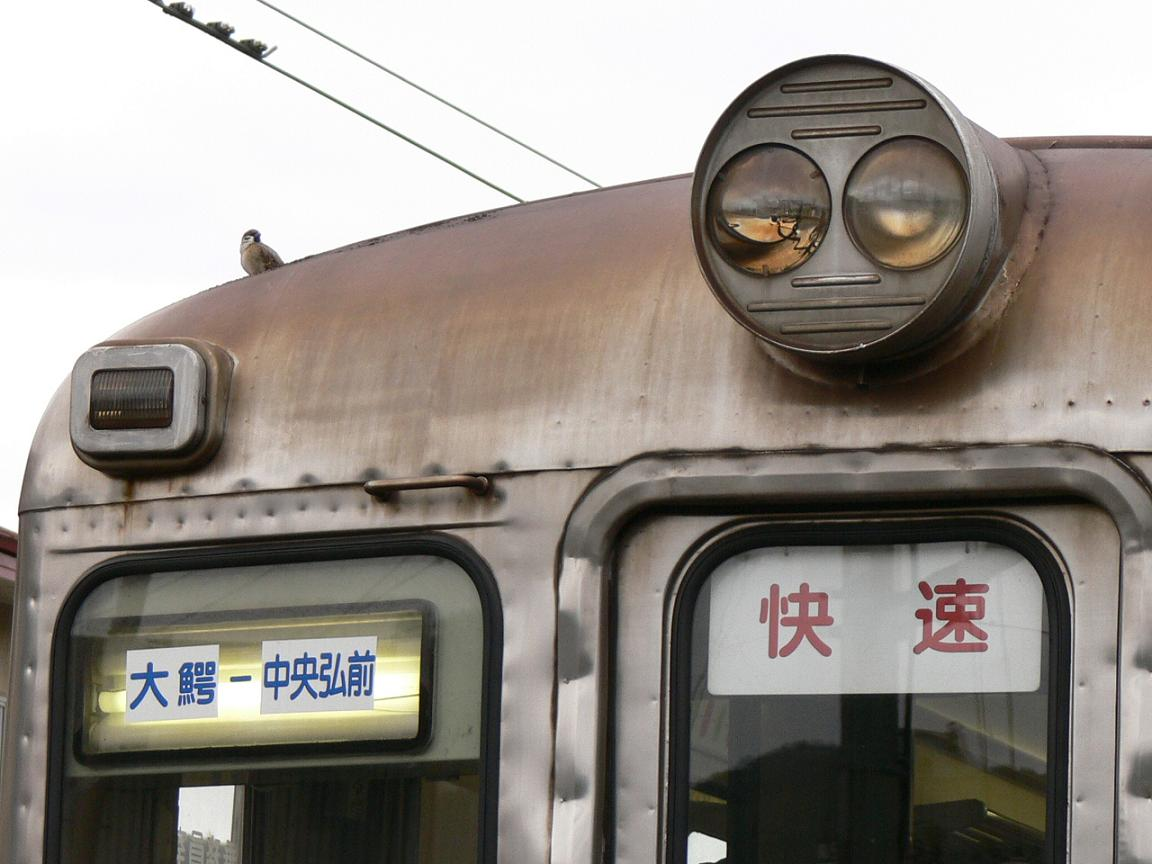
过去快速列车的行先表示器 （2006年）
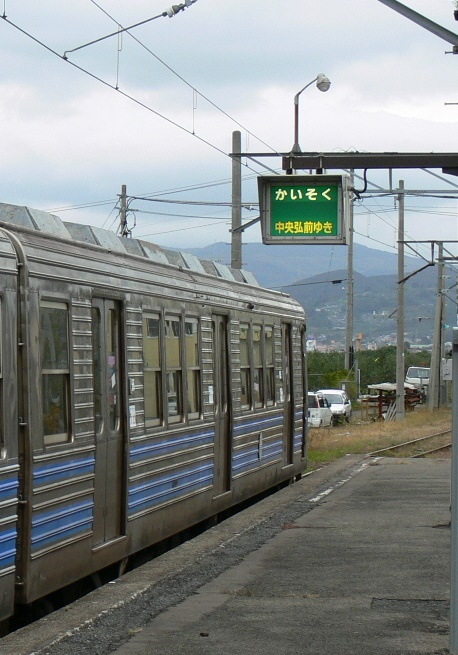
过去快速列车的站台显示 （2006年）

現在大鰐線所有列車均為各站停車的列車，始发6：50，末班车21：30发出。晨間每30分一班列車，其他時間每小時一班列車。
1981~2006年间设定有快速列車，停靠以下車站：
- 中央弘前 - 西弘前 （現、弘前学院大前） - 千年 - 津輕大澤 - 石川 - 大鰐

另外，2002年以前设有中央弘前 - 千年的区間列車。

## 车辆

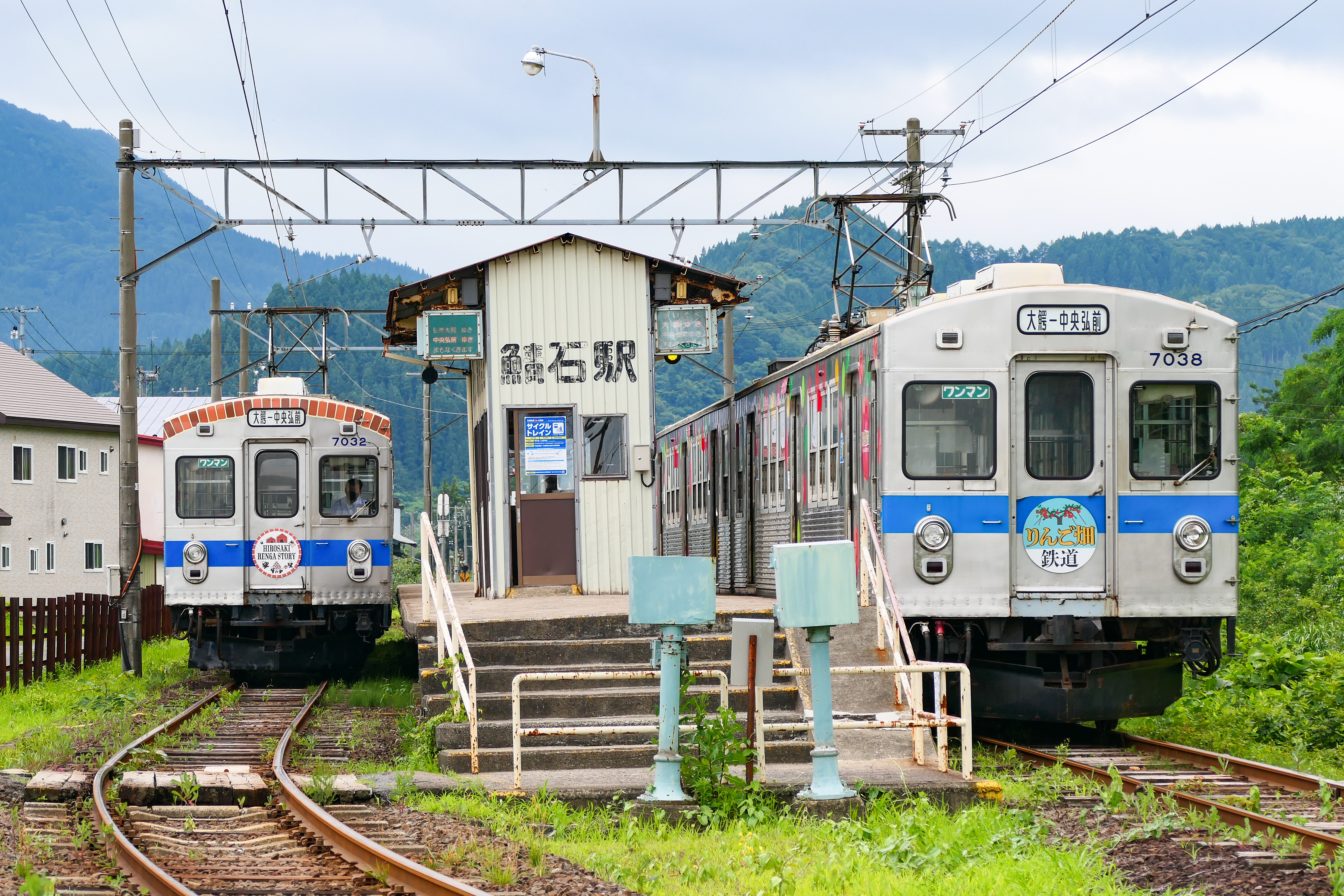
駛離鯖石站的弘南鐵道7000系電車（日语：弘南鉄道7000系電車）（2023年7月）
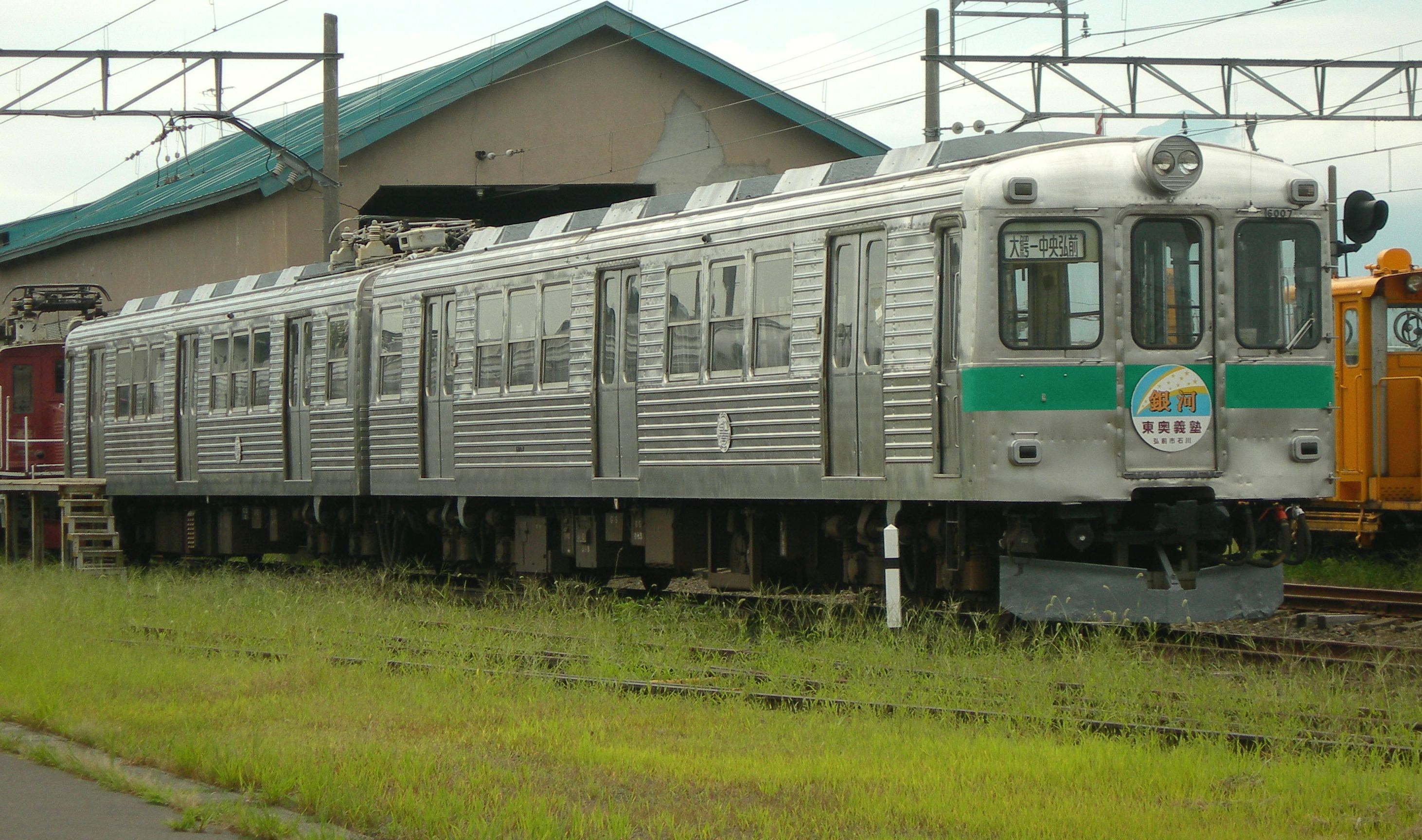
弘南鐵道6000系電車（日语：東急6000系電車 (初代)#運用の変遷）（2010年8月）

弘南鐵道是日本除观光铁路外，唯一没有冷房车的铁路公司。目前弘南鐵道所有路线都使用弘南铁道7000系电力动车组运转，该车原本是东急电铁所属的初代東急7000系電車，于1962~1966年间制造。在7000系之前大鰐線曾使用同样是东急转让的初代東急6000系電車 (使用至2014年)、南海电铁的南海1521系電聯車，和東急3600系電聯車。

## 車站列表
- 軌道（全線單線） … ◇：可列車交會，｜：不可列車交會
- 所有車站都位於青森縣內

| 車站編號 | 中文站名        | 日文站名 | 英文站名 | 營業距離 | 營業距離 | 接續路線                             | 軌道 | 所在地          |
| 車站編號 | 中文站名        | 日文站名 | 英文站名 | 站間     | 累計     | 接續路線                             | 軌道 | 所在地          |
| -------- | --------------- | -------- | -------- | -------- | -------- | ------------------------------------ | ---- | --------------- |
| KW 14    | 大鰐            |          |          | -        | 0.0      | 東日本旅客鐵道：奧羽本線（大鰐溫泉） | ◇    | 南津輕郡 大鰐町 |
| KW 13    | 宿川原          |          |          | 0.9      | 0.9      |                                      | ｜   | 南津輕郡 大鰐町 |
| KW 12    | 鯖石            |          |          | 1.3      | 2.2      |                                      | ◇    | 南津輕郡 大鰐町 |
| KW 11    | 石川游泳池前    |          |          | 0.8      | 3.0      |                                      | ｜   | 弘前市          |
| KW 10    | 石川            |          |          | 1.4      | 4.4      |                                      | ◇    | 弘前市          |
| KW 09    | 義塾高中前      |          |          | 1.3      | 5.7      |                                      | ｜   | 弘前市          |
| KW 08    | 津輕大澤        |          |          | 1.0      | 6.7      |                                      | ◇    | 弘前市          |
| KW 07    | 松木平          |          |          | 1.7      | 8.4      |                                      | ｜   | 弘前市          |
| KW 06    | 小栗山          |          |          | 0.9      | 9.3      |                                      | ｜   | 弘前市          |
| KW 05    | 千年            |          |          | 0.7      | 10.0     |                                      | ◇    | 弘前市          |
| KW 04    | 聖愛初中·高中前 |          |          | 1.3      | 11.3     |                                      | ｜   | 弘前市          |
| KW 03    | 弘前學院大學前  |          |          | 0.7      | 12.0     |                                      | ◇    | 弘前市          |
| KW 02    | 弘高下          |          |          | 1.1      | 13.1     |                                      | ｜   | 弘前市          |
| KW 01    | 中央弘前        |          |          | 0.8      | 13.9     |                                      | ｜   | 弘前市          |